# WB Electronics FlyEye
«FlyEye» — польский разведывательный беспилотный летательный аппарат.

## История
Прототип БПЛА был впервые представлен польской компанией "WB Electronics S.A." 14 июня 2010 года на проходившей в Париже оружейной выставке Eurosatory.
В ноябре 2010 года был заключён контракт на поставку первой партии БПЛА этого типа для войск специального назначения вооружённых сил Польши (в дальнейшем, они использовались польским контингентом ISAF в Афганистане).
В декабре 2010 года были представлены первые серийные БПЛА, в конструкцию которых были внесены некоторые изменения: увеличена площадь крыла, изменены форма нижней части корпуса и оперение.
В феврале 2013 года был заключён контракт на поставку 12 шт. "FlyEye" в вооружённые силы Польши, последние БПЛА по этому контракту были переданы в войска в середине ноября 2013 года.
В марте 2015 года стало известно о заключении контракта на поставку "FlyEye" из Польши на Украину. В июне 2016 года директор департамента вооружения и военной техники министерства обороны Украины генерал-майор Р. С. Башинский в ходе выступления в Государственном научно-испытательном центре вооружённых сил Украины сообщил, что беспилотный авиационный комплекс FlyEye уже используется украинской стороной в зоне боевых действий на востоке Украины, и за время эксплуатации выполнил полёты продолжительностью свыше 700 часов и обнаружил свыше 600 целей.
23 марта 2018 года на пресс-конференции в Донецке был представлен сбитый БПЛА "FlyEye". Как сообщил журналистам заместитель командующего оперативным командованием ДНР Э. А. Басурин, сбитый БПЛА корректировал миномётный огонь украинских силовиков по селу Саханка.

## Описание
БПЛА представляет собой изготовленный из композитных материалов высокоплан с трехлопастным винтом и электрическим двигателем. Взлётный вес составляет 11 кг, длина - 1,9 м, размах крыльев - 3,6 м. Продолжительность полёта зависит от метеоусловий и ряда других факторов и составляет от 120 до 180 минут.
Запуск БПЛА производится с рук.
Максимальная скорость - 160 км/ч.
Максимальная высота полёта - до 4 км.
Максимальная дальность полёта - 50 км.
БПЛА оснащён видеокамерой и тепловизором.
Программное обеспечение наземной станции управления совместимо с другими программами "WB Electronics S.A." (в том числе, программой управления артиллерийского огня "Topaz" и программой управления огнём миномётов "SKOM").

## Страны-эксплуатанты
- Польша: вооружённые силы Польши - 15 шт.[9]
- Украина: в декабре 2017 года[8] официально принят на вооружение вооружённых сил Украины[10]